# Cantón de Anizy-le-Château
El cantón de Anizy-le-Château era una división administrativa francesa, situada en el departamento de Aisne y la región de Picardía.

## Composición
El cantón estaba formado por veintitrés comunas:
- Anizy-le-Château
- Bassoles-Aulers
- Bourguignon-sous-Montbavin
- Brancourt-en-Laonnois
- Cessières
- Chaillevois
- Chevregny
- Faucoucourt
- Laniscourt
- Laval-en-Laonnois
- Lizy
- Merlieux-et-Fouquerolles
- Monampteuil
- Mons-en-Laonnois
- Montbavin
- Pinon
- Prémontré
- Royaucourt-et-Chailvet
- Suzy
- Urcel
- Vaucelles-et-Beffecourt
- Vauxaillon
- Wissignicourt

## Supresión del cantón de Anizy-le-Château
En aplicación del Decreto n.º 2014-202, de 21 de febrero de 2014, el cantón de Anizy-le-Château fue suprimido el 22 de marzo de 2015 y sus 23 comunas pasaron a formar parte, veinte del nuevo cantón de Laon-1, uno al nuevo cantón de Fère-en-Tardenois, uno al nuevo cantón de Guignicourt, y uno al nuevo cantón de Laon-2.